# Boink (Erotikmagazin)
Boink (engl.: flachlegen) war ein Erotikmagazin, das zwischen 2005 und 2008 von Studierenden der Boston University in Eigenregie in den USA herausgegeben wurde. Die Magazine H Bomb (Harvard University, USA) und Boink waren die ersten „On-Campus“-Erotikmagazine weltweit. Jede Boink-Ausgabe hatte eine Auflage von 20.000 Exemplaren. Im Unterschied zum bereits zuvor erschienenen H Bomb, das sich ausdrücklich als nichtpornographisch definierte und auch auf literarische und künstlerische Schwerpunkte setzte, setzte Boink als erstes Magazin seiner Art schon in den Ankündigungen ausdrücklich darauf, ein pornographisches Magazin zu sein, das ausschließlich von Studenten erstellt wird.
Die Erstausgabe von Boink erschien im Februar 2005; das Magazin erschien quartalsweise. Neben erotischer Fotografie enthielt es Artikel unterschiedlicher Ressorts, denen allen ein Bildungsanspruch gemein ist. Im Jahr 2008 wurde das Magazin eingestellt.
Die Models rekrutierten sich ausschließlich aus Studierenden der Boston University.
Auch an anderen US-amerikanischen Hochschulen geben Studenten Erotikzeitschriften, teils als offizielle Universitäts-Veröffentlichung, heraus, so am Vassar College (Squirm), der Harvard University (H Bomb), der University of Pennsylvania (Quake), der University of Chicago (Vita Excolatur) und der Washington University in St. Louis (X Magazine).
Im Jahr 2006 erwarb die Firma Warner Books die Rechte, ein auf dem Magazin basierendes Buch herauszugeben. Dieses Buch erschien im Februar 2008 unter dem Titel BOINK: College Sex by the People Having It.